# 約翰遜鎮區 (印地安納州斯科特縣)
約翰遜鎮區（英語：Johnson Township）是位於美國印地安納州斯科特縣的一個行政鎮區。

## 地方資料
根據2010年美國人口普查的數據，約翰遜鎮區的面積為81.30平方千米，當中陸地面積為78.20平方千米，而水域面積為3.10平方千米。當地共有人口2520人，而人口密度為每平方千米31人。